# Нейпир, Пруденс Хиро
Пруденс Хиро Нейпир (англ. Prudence Hero Napier; 1916—1997) — английский зоолог, специалист по приматам.
Автор ряда приматологических сочинений, таких как «Руководство по ныне живущим приматам: Виды, экология и поведение негуманоидных приматов» (англ. «Handbook of Living Primates: Morphology, Ecology and Behaviour of Nonhuman Primates»; 1967), «Обезьяны Старого света: Эволюция, систематика и поведение» (англ. «Old World Monkeys: Evolution, Systematics and Behavior»; 1970) или более популярная «Естественная история приматов» (англ. «The Natural History of the Primates»; 1985), — все три книги написаны совместно с мужем Джоном Расселлом Нейпиром. Совместно с Полиной Дженкинс Нейпир составила фундаментальный пятитомный «Каталог приматов в Британском музее естественной истории» (англ. «Catalogue of Primates in the British Museum (Natural History)»; 1976—1990).